# Acronicta eleagni
Acronicta eleagni là một loài bướm đêm trong họ Noctuidae.